# São Conrado
São Conrado è un quartiere (bairro) della Zona Sud della città di Rio de Janeiro in Brasile.

## Amministrazione
São Conrado fu istituito come bairro a sé stante il 23 agosto 1985 come parte della Regione Amministrativa VI - Lagoa del municipio di Rio de Janeiro.